# دوريت الصغيرة (فلم)

بوستر إعلان فيلم دوريت الصغيرة

دوريت الصغيرة، فيلم أنتج عام 1987 عن رواية دوريت الصغيرة للكاتب تشارلز ديكنز. كتبت سيناريو الفيلم وأخرجته كريستين إدزارد وأنتجه جون برابورن وريتشارد غودوين. أما التأليف الموسيقي فكان لجوزيبي فيردي.
الفيلم من بطولة ديريك جاكوبي بدور آرثر كلينّام وسارا بيكيرنغ بدور دوريت الصغيرة. شارك في الفيلم عدد كبير من ممثلي المسرح والسينما البريطانيين والأيرلنديين، حيث أدّوا عشرات الأدوار الرئيسية والثانوية، منهم أليك غينيس وسايمون دورماندي، وجوان غرينوود، وروشان سيث ومريام مارغوليز وسيريل كوساك وماكس وول.
قام ببطولة الفيلم ديريك جاكوبي في دور آرثر كلينام وأليك غينيس في دور ويليام دوريت وسارة بيكرينغ في دور البطولة. تم تجميع طاقم عمل ضخم من الممثلين المسرحيين البريطانيين والأيرلنديين المخضرمين لأداء عشرات الأدوار، من بينهم سيمون دورماندي، وجوان غرينوود، وروشان سيث، وميريام مارجوليس، وسيريل كوزاك، وماكس وول. على النقيض من ذلك، لم يكن بيكرينغ قد عمل من قبل على الشاشة؛ تم تمثيلها بعد أن كتبت إلى فريق الإنتاج مدعية أنها «دوريت الصغيرة». يبقى دورها الوحيد في التمثيل على الشاشة.
الفيلم مقدم في جزئين. في الجزء الأول، الذي يحمل عنوان «لا أحد خطأ» (إشارة إلى أحد العناوين التي فكر فيها ديكنز في الرواية)، يتم تقديم القصة وفقًا لشخصية آرثر كلينام. الثاني بعنوان «قصة ليتل دوريت» يتناول الكثير من الأحداث نفسها، ولكن هذه المرة من وجهة نظر البطلة.
كان بطل الفيلم شخص طموح ولكنه بطيء وموارده قليلة جدًا، تم تصميم دوريت الصغرة ليكون المكافئ السينمائي للمونتاج العملاق - ثماني ساعات -الذي صنعته شركة شكسبير الملكية لرواية تشارلز ديكنز نيكولاس نيكلبي.
صدر الفيلم في جزأين، مدة كل منهما حوالي ثلاث ساعات. الأول، بعنوان «خطأ لا أحد»، يقدم للخياطة دوريت، التي تعيش مع والدها في سجن للمدينين. الثانية، قصة ليتل دوريت، تظهر كيف خرج دوريت من البؤس ووصل أخيرًا إلى السعادة.
تقريبًا نصف الجزء الثاني يقتصر على إعادة إنتاج الجزء الأول، مشهدًا تلو الآخر تقريبًا، قبل الانتقال، وهو مصدر ذعر من جانب النقاد.
يستند النص إلى الرواية التي تحمل نفس الاسم، والتي كتبها ديكنز أيضًا، والتي نُشرت بين عامي 1855 و 1857 في الصحافة البريطانية. هذا هو التعديل الرابع للعمل للسينما. يعود تاريخ الأفلام السابقة إلى عام 1913 (فيلم قصير)، 1920 و 1934 (هذا إنتاج ألماني يسمى كلاين دوريت). ظهر تكيف خامس في عام 2008، في شكل مسلسل قصير من أربعة عشر حلقة، شارك في إنتاجه بي بي سي و WGBH-TV في بوسطن.
تعيش ليتل دوريت مع والدها ويليام في سجن مارشالسي، الذي يضم أولئك الذين لم يسددوا ديونهم. يعود آرثر كلينام إلى لندن بعد أن عاش في الخارج لعدة سنوات وقرر مساعدتهم، لأن دوريت هي خياطة والدته.
تعيش ليتل دوريت مع والدها ويليام في سجن مارشالسي، الذي يضم أولئك الذين لم يسددوا ديونهم. يعود آرثر كلينام إلى لندن بعد أن عاش في الخارج لعدة سنوات وقرر مساعدتهم، لأن دوريت هي خياطة والدته.

## الإنتاج
يستمر Little Dorrit ما يقرب من ست ساعات ويتم إطلاق سراحه على جزأين، مدة كل منهما حوالي ثلاث ساعات. الجزء الأول كان بعنوان «خطأ لا أحد»، في إشارة إلى أحد عناوين ديكنز المقترحة للرواية الأصلية، وتطورت القصة من منظور وتجارب شخصية آرثر كلينام. أما الفيلم الثاني فكان بعنوان Little Dorrit's Story، وأتخذ العديد من الأحداث نفسها وقدُمها من خلال عيون البطلة. وقد مثّلوا معًا. jE]un شركة الإنتاج التي أنتجت الفيلم Sands Films، وتديرها كريستين إدزارد كاتبة السيناريو والمخرجة، وزوجها ريتشارد.

## الاستقبال
كتبت مجلة فارايتي (مجلة) ما أنجزته (إدزارد) بميزانية صغيرة، وأعربت عن إندهاشها من ذلك، ولاحظت كذلك صحيفة نيويورك تايمز أن "فريق التمثيل مذهل ورائع.
تم ترشيح الفيلم لجائزتي أوسكار: ممثل في دور مساعد (Alec Guinness) والكتابة (سيناريو مبني على مادة من وسيط آخر) (Christine Ed فازت ميريام مارجوليس بجائزة LA Critics Circle لأفضل ممثلة مساعدة عن دورها في دور فلورا فينشينج.

## طاقم التمثيل
- ديريك جاكوبي بدور آرثر كلينّام
- جوان غرينوود بدور السيدة كلينّام
- ماكس وول يدور جيرميا فلينتونتش
- باتريشيا هايز بدور آفري فلينتونتش
- لوك داكيت بدور آرثر الصغير
- أليك غينيس بدور وليام دوريت
- سيريل كوزاك بدور فريدريك دوريت
- سارا بيكيرينغ بدور دوريت الصغيرة
- أميلدا براون بدور فاني دوريت
- دانييل تشاتو بدور تيب دوريت
- مريام مارغوليس بدور فلورا فينتشينغ
- روبرت مورلي بدور اللورد ديسيموس بارناكل
- بيل فريجر بدور السيد كازبي
- روشان سيث بدور السيد بانكس
- جون ماكينري بدور القبطان هوبكنز
- مولي مورين بدور عمة السيد إف
- ديانامالين بدرو خادمة السيد كازبي
- بولين كويرك بدور ماغي